# وعلان أهلب
وعلان أهلب (الاسم العلمي:Commelina hispida) هو نوع من النباتات يتبع جنس الوعلان من الفصيلة الوعلانية.